# Micoletzkya pinicola
Micoletzkya pinicola är en rundmaskart. Micoletzkya pinicola ingår i släktet Micoletzkya och familjen Diplogasteridae. Inga underarter finns listade i Catalogue of Life.